# Steinweg 53 (Quedlinburg)

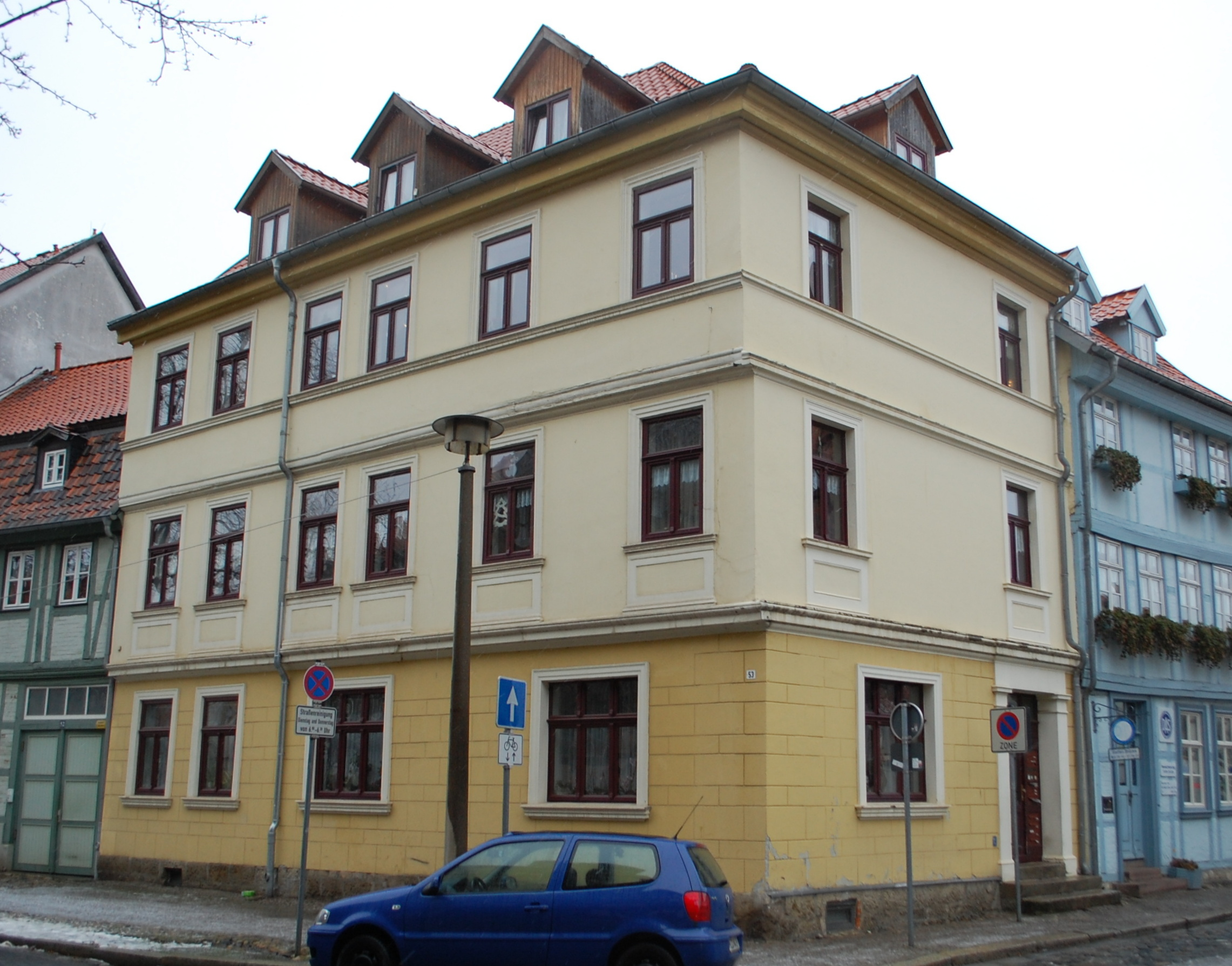
Haus Steinweg 53

Das Haus Steinweg 53 ist ein denkmalgeschütztes Gebäude in der Stadt Quedlinburg in Sachsen-Anhalt.

## Lage
Es befindet sich im östlichen Teil der historischen Quedlinburger Neustadt an der Einmündung der Ballstraße auf den Steinweg und gehört zum UNESCO-Weltkulturerbe. Im Quedlinburger Denkmalverzeichnis ist es als Wohnhaus eingetragen.

## Architektur und Geschichte
Das Gebäude wurde in der Zeit um 1830 in massiver Bauweise errichtet. Die Fassade des im Stil des Klassizismus gestalteten Hauses ist mit einer feinen Putzquaderung verziert. Im Erdgeschoss befindet sich zur Ballstraße hin ein Pfeilerportal.